# Jānis Ādamsons

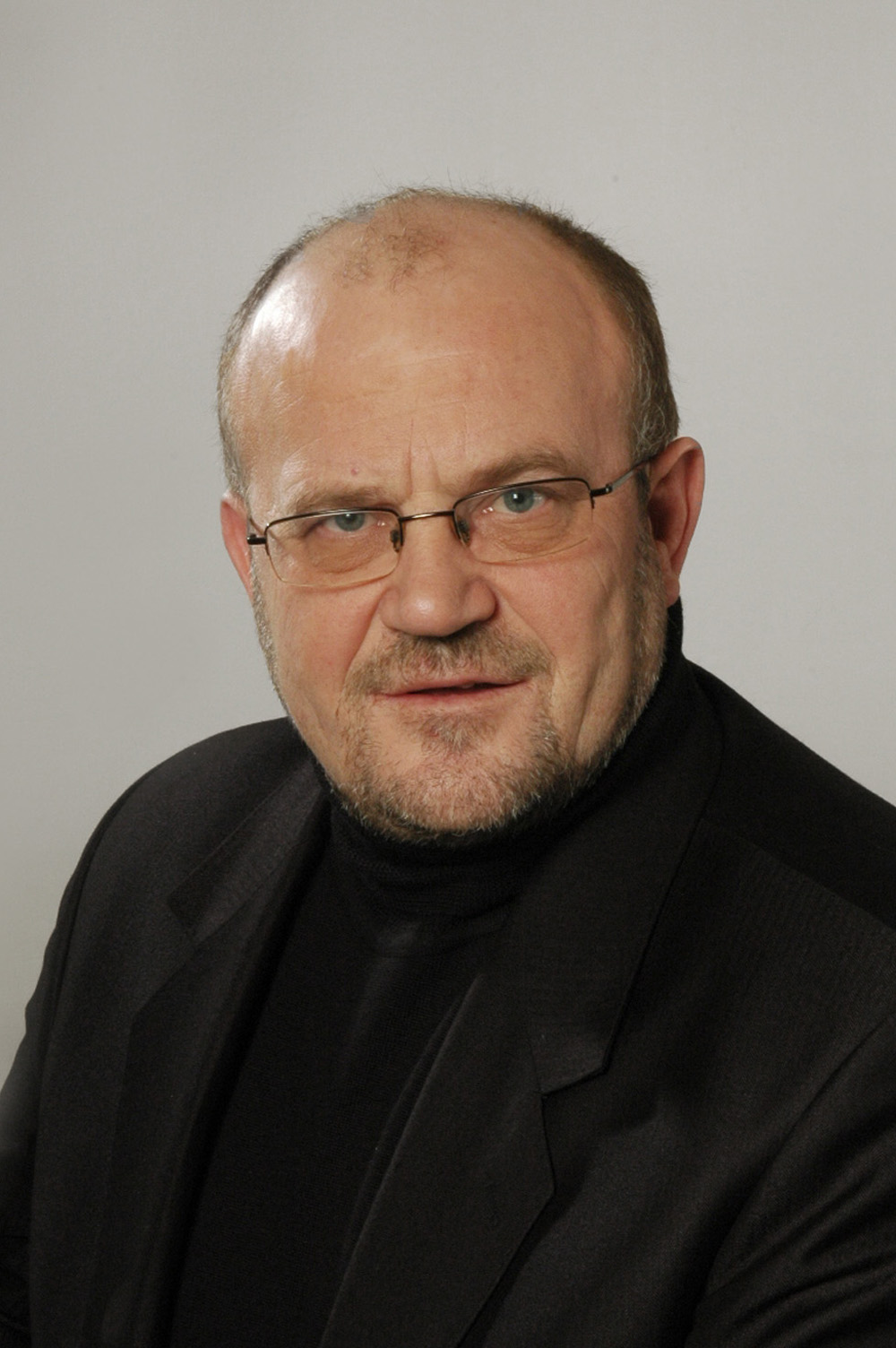
Jānis Ādamsons

Jānis Ādamsons (ur. 3 listopada 1956 we wsi Turki) – łotewski polityk, były minister spraw wewnętrznych, poseł na Sejm (1995–2002; 2010–). 

## Życiorys
Ukończył studia w Wyższej Szkole Morskiej Państwowego Komitetu Bezpieczeństwa w Kijowie. Od 1979 do 1991 pracował w radzieckich służbach ochrony granic na Dalekim Wschodzie, następnie zaś w łotewskich wojskach ochrony pogranicza. Od 11 listopada 1994 do 12 grudnia 1995 pełnił funkcję ministra spraw wewnętrznych. W wyborach 1995 i 1998 uzyskiwał mandat posła na Sejm Republiki Łotewskiej, początkowo z Łotewskiej Drogi, następnie zaś z listy socjaldemokratycznej. Był przewodniczącym parlamentarnej komisji ds. wyjaśnienia związków osób publicznych z pedofilią. W związku z ustawowym zakazem kandydowania byłych współpracowników KGB został skreślony z listy LSDSP w wyborach w 2002. Ādamsons zaskarżył tę regulację do Europejskiego Trybunału Praw Człowieka i wygrał. 
W wyborach 2009 uzyskał mandat radnego Rygi z ramienia Centrum Zgody. W 2010 po raz trzeci znalazł się w Sejmie z listy SC.

## Odznaczenia
- Medal Rady Bałtyckiej – 2014[7]